# 保羅彼得斯堡

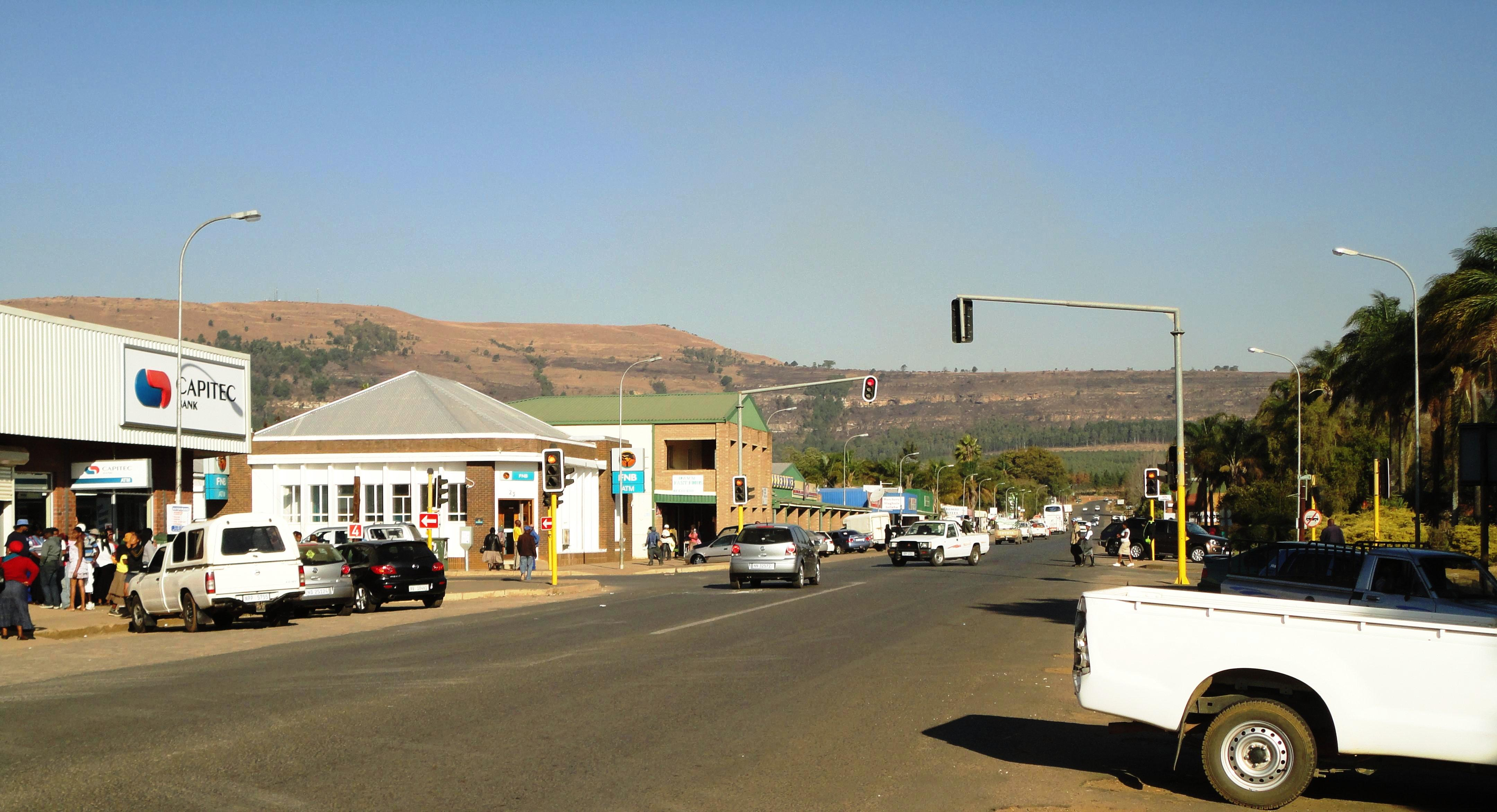
保羅彼得斯堡

保羅彼得斯堡是南非的城鎮，位於該國東北部，由夸祖魯-納塔爾省負責管轄，始於1888年，面積2.2平方公里，2001年人口1,462，人口密度每平方公里約660人。